# Charles Tilston Bright

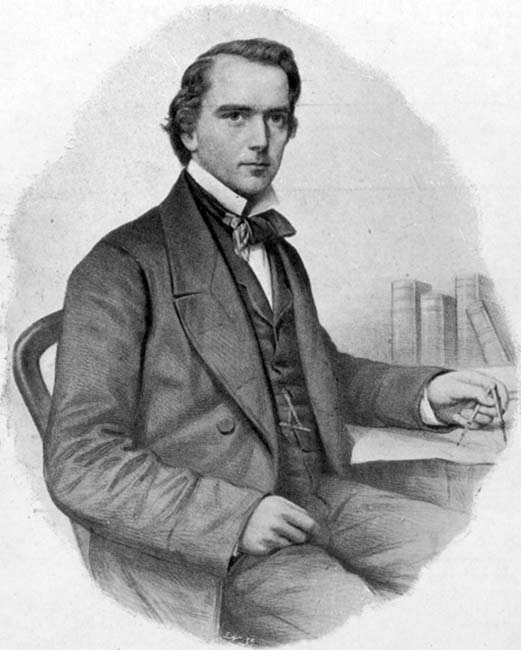
Charles Tilston Bright

Charles Tilston Bright (8 de junio de 1832 – 3 de mayo de 1888) fue un ingeniero eléctrico británico que supervisó el primer cable telegráfico transatlántico, trabajo por el que fue ordenado caballero.

## Biografía
Nació el 8 de junio de 1832 en Wanstead, Essex. A los quince años entró a trabajar en la Electric telegraphic company. Su talento para la ingeniería eléctrica era tan notable que fue nombrado ingeniero de la Magnetic telegraph company en 1852, a la edad de veinte años. Cuando ejercía este cargo supervisó el tendido de líneas telegráficas entre las islas británicas, incluido en 1853 el primer cable tendido entre Escocia e Irlanda, desde Portpatrick a Donaghadee cuando tenía apenas 21 años. Este trabajo mostró que era factible tender una conexión submarina entre Irlanda y Norteamérica.
Junto a Cyrus field y J. W. Brett, que dirigían la Newfoundland Telegraph Company Bright organizó la Atlantic Telegraph Company en 1856 con el fin de fabricar e instalar un cable trasanlántico con él mismo como ingeniero jefe. Tras dos intentos fallidos, Bright finalmente logró lo que muchos consideraban imposible en aquel tiempo. A los pocos días de su desembarco en Irlanda y de terminar la línea en Valentia fue ordenado caballero en Dublín. Sir Charles Bright supervisaría desde entonces el tendido de cables submarinos en varias regiones del mundo, incluyendo el Mediterráneo y la India. También fue ingeniero consejero de los dos cables trasanlánticos siguientes, instalados después de que el primero se rompiera tras unos meses.
Junto con Josiah Latimer Clark, con el que se asoció en 1861, inventó mejoras para el aislamiento de los cables submarinos. Un documento suyo sobre los estándares eléctricos llevó al comité de la Asociación Británica a crear un comité sobre la materia, que dispuso los cimientos del sistema empleado en la actualidad (2006).
Desde 1865 hasta 1868 fue miembro del parlamento por Greenwich, por parte del Partido liberal y también presidente de la Institución de ingenieros eléctricos en 1887. Murió el 3 de mayo de 1888 en Abbey Woold, cerca de Londres.